# Plaça

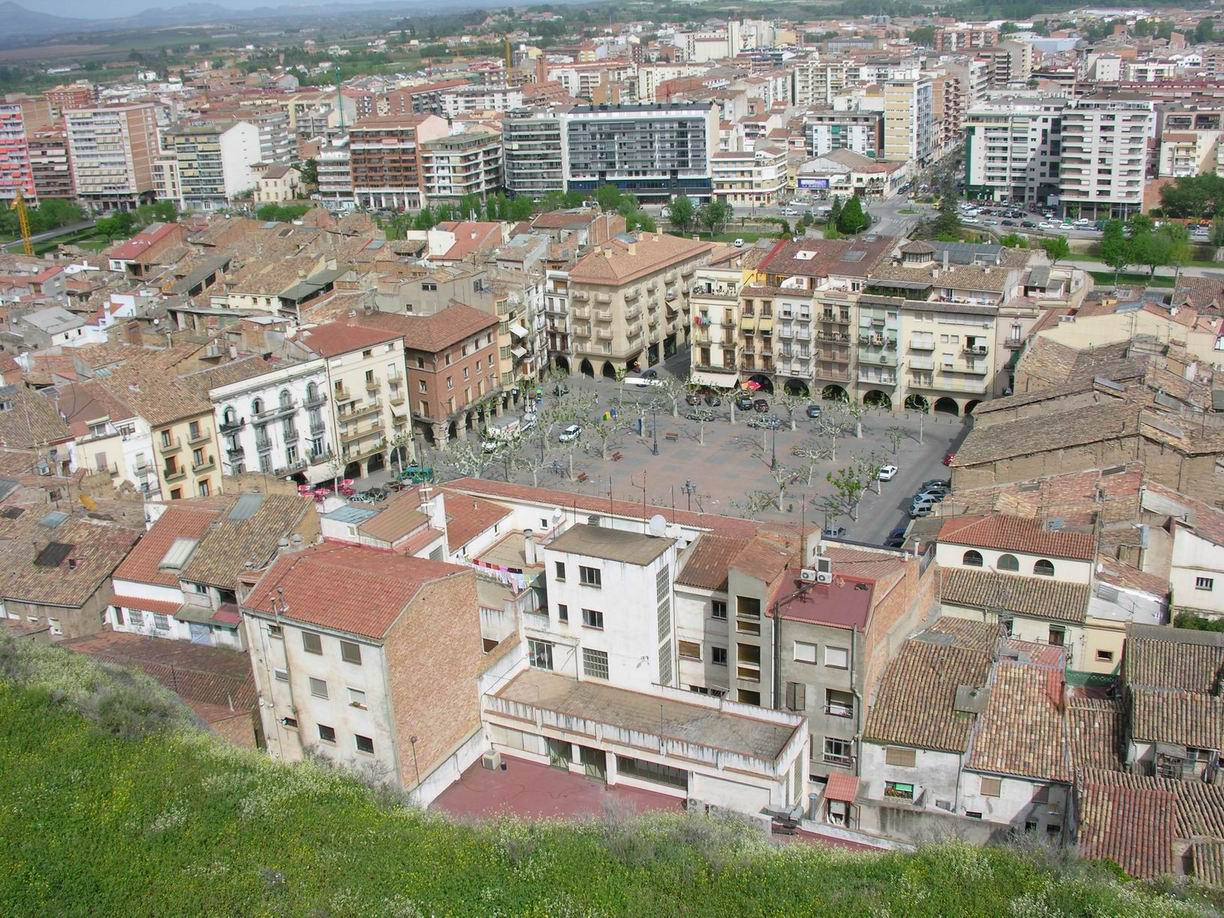
Plaça del Mercadal de Balaguer.

Una plaça és una superfície urbana oberta i pública normalment situada en la intersecció de dos o més carrers. Moltes vegades és un espai de reunió o celebració. Trobem aquesta paraula en molts idiomes: place en francès, plaza en espanyol, piazza en italià, plaza en l'anglès dels Estats Units. També pot ser una plaça de bous o de toros.
Les places s'originen en l'àgora grega i n'hereten el sentit de lloc de reunió per a la vida pública. Per això sovint el mercat itinerant es fa a la plaça; també moltes places a Catalunya porten el nom de plaça del Mercadal, fent referència al mercat que s'hi celebrava. Molt sovint hi ha una plaça davant d'un edifici important, com la casa de la vila, l'església o la catedral, un palau, etc.
Les places són presents en diferents cultures, des de l'europea a la xinesa o la precolombina.

## Evolució històrica

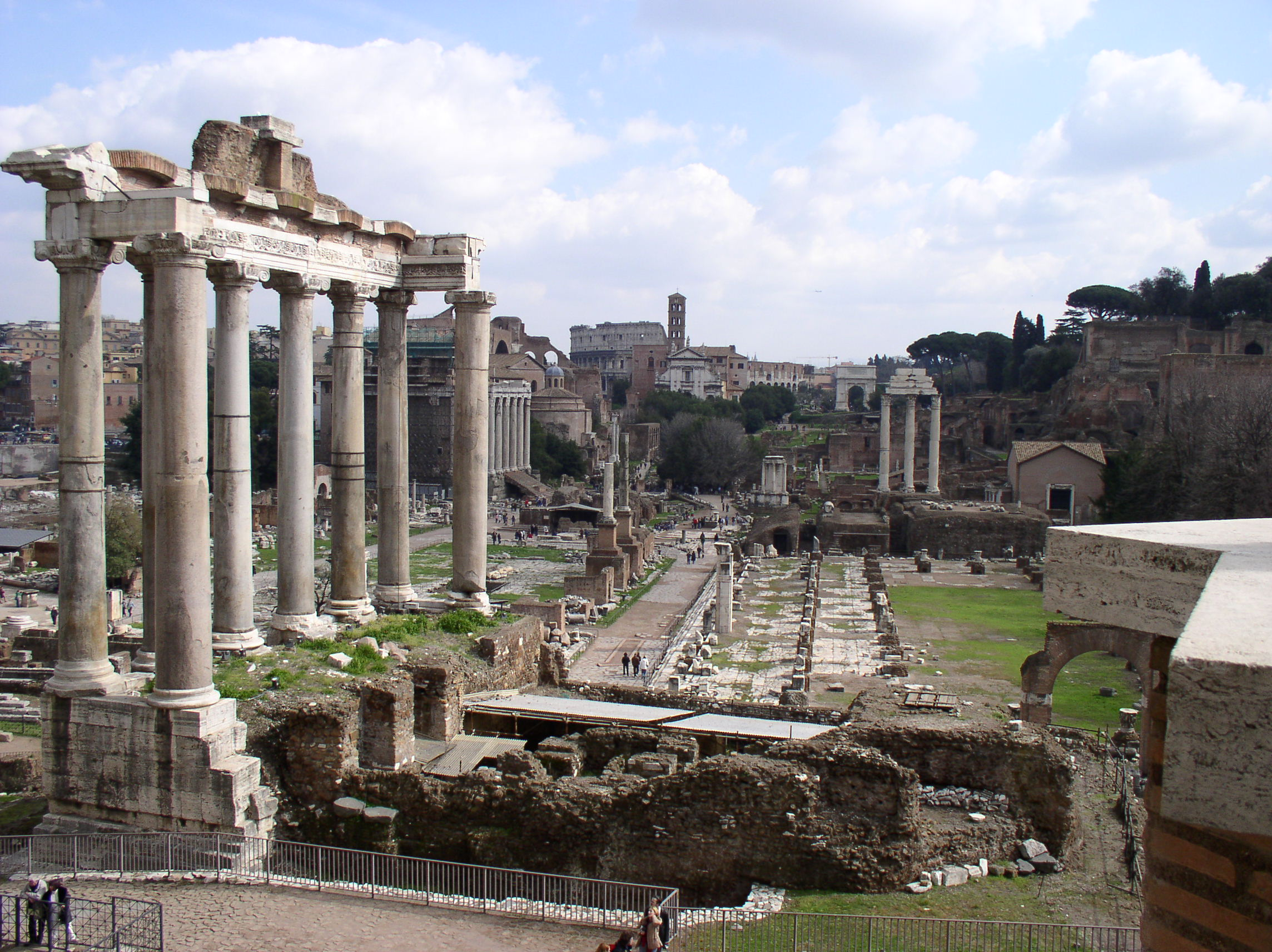
Ruïnes del Fòrum Romà.

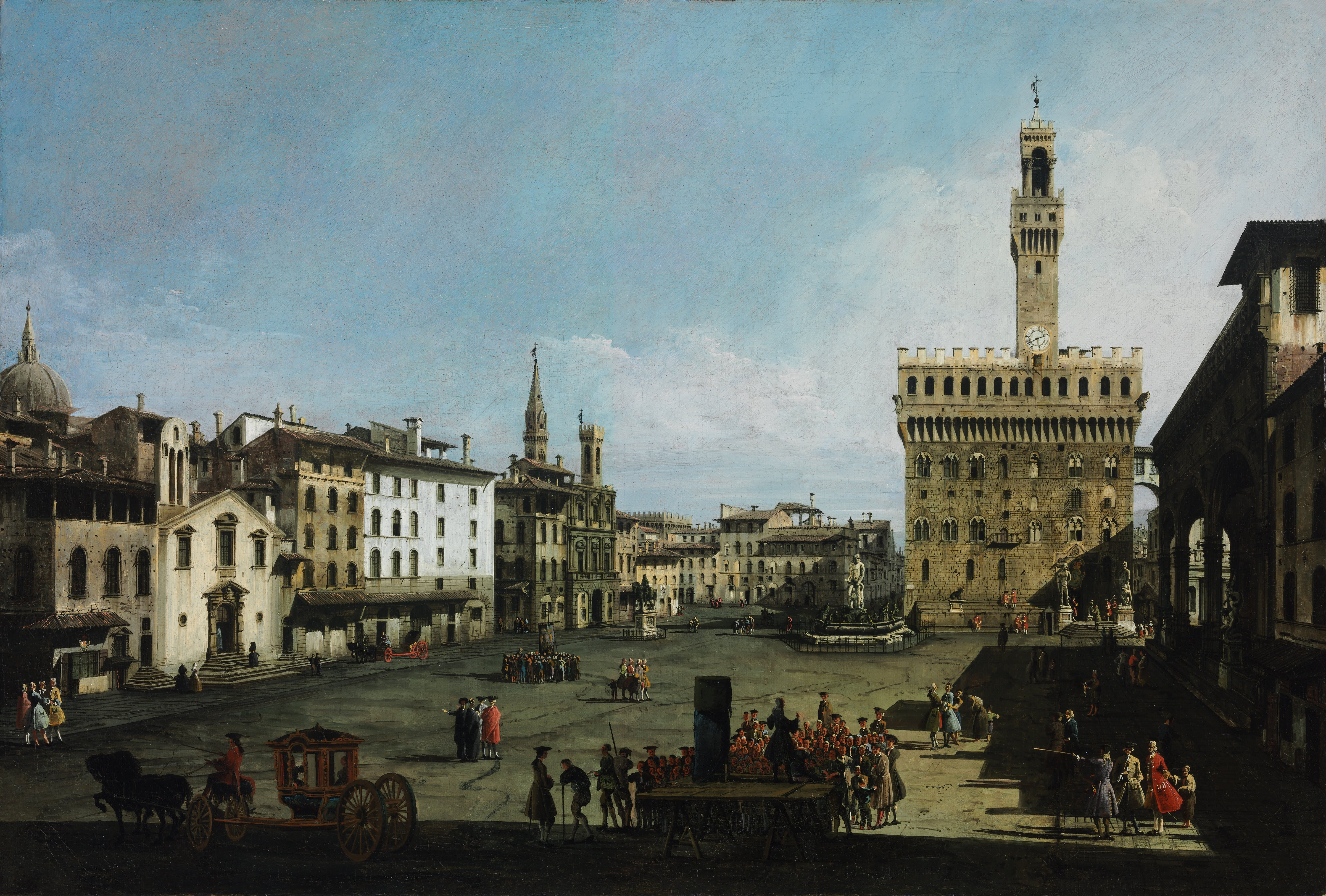
Piazza della Signoria, Florència, per Bernardo Bellotto (1742).

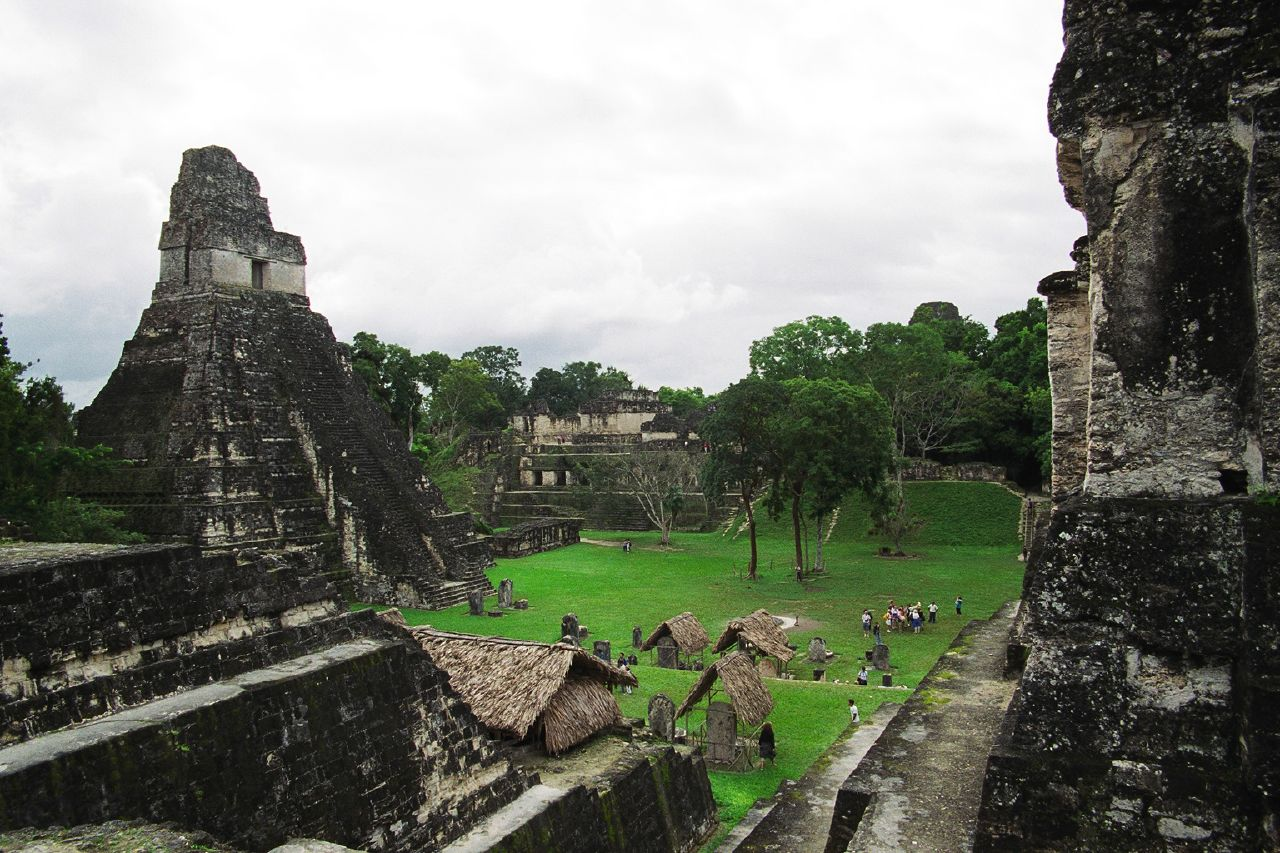
Ruïnes de Tikal.

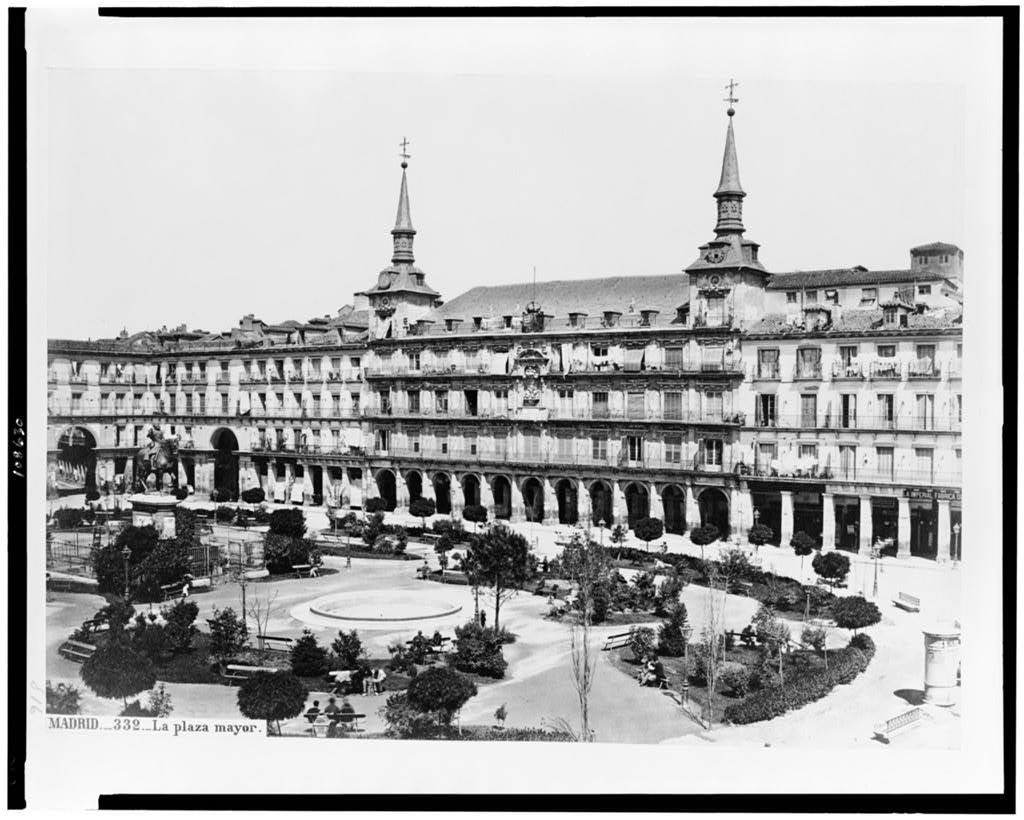
Plaça Major de Madrid en una fotografia de la segona meitat del segle XIX: la tipologia de plaça major s'adapta als ideals higienistes del amb l'enjardinament i la col·locació de l'estàtua de Felip III. Mesonero Romanos dona una viva narració de les successives modificacions de l'aspecte de la plaça des dels actes de fe de la Inquisició fins al "còmode passeig" de nets aires que veu en la seva època.

Des dels orígens la plaça ha constituït un òrgan biològic de la ciutat, incorporat a la vida de la comunitat com el seu espai més convocant. Des que en la prehistòria, les barraques de la tribu es van agrupar en cercle, l'espai central va començar a complir la funció d'escenari de la vida comunitària. Molt després s'incorporava a la plaça una activitat principal, el mercat. Els seus símbols van ser la font d'aigua, i el monument. La plaça va funcionar, sempre com a pati urbà i atri dels edificis més representatius de la comunitat.
El disseny de la ciutat clàssica grecoromana, que valorava especialment la dimensió pública de la vida urbana, concedia una importància central a l'àgora (grega) o al fòrum (romà), on se centralitzava l'activitat comercial, judicial, política i religiosa. En el cas de les ciutats que han sorgit d'un campament romà, encara es reconeix la seva presència en el punt de confluència de les dues vies principals (cardos i decumanus).
Altres civilitzacions antigues desenvoluparan els seus propis models, especialment a la Xina, on es desenvolupa la Ciutat Prohibida amb la seva estructura protocol·lària de successius palaus davant els quals s'obren gegantescs patis amb una impressionant escenografia, adequada a la seva formació social històrica (el despotisme oriental).
En canvi, els pobles denominats bàrbars per les civilitzacions mediterrànies, no desenvolupen un concepte similar ni de ciutat ni d'espai públic, i de fet, els autors clàssics que descriuen el seu urbanisme destaquen la seva condició poc comunitària en aquest aspecte (sense traçat de carrers o espais públics, juxtaposen les cases espontàniament en un espai aparentment desorganitzat).
| «                                                     | Els pobles germans no habiten en ciutats, és ben sabut, fins i tot no toleren que les cases siguin contigües. S'estableixen en llocs aïllats i apartats, en relació amb una font, un camp o un prat, segons els plagui. Els llogarets no estan construïts com nosaltres acostumem, amb edificis contigus i units uns a uns altres; cadascun té un espai buit que envolta la seva casa, sigui com a defensa contra els perills d'incendi, sigui per ignorància en l'art de la construcció. | » |
| — Gaius Corneli Tàcit, De origine et situ Germanorum. | |   |

Aquesta visió carregada de prejudicis (que en bona part ha estat heretada per la historiografia) menysprea la diferent relació amb la naturalesa d'altres cultures, com la germànica citada o la celta, que té el seu temple en el bosc i els seus llocs de reunió en prats i campes. També són importants les funcions de tot tipus i l'elaborat disseny que presenten les places centrals dels poblats en les cultures primitives o indígenes estudiades pels antropòlegs, com els llogarets dogon al Níger (Àfrica occidental) o les kuikuru en l'Alt Xingú (Amazònia).
La ciutat medieval europea desenvolupa una trama urbana més tancada, sobretot les de influència islàmica, però són habituals els espais "de respecte" davant de les catedrals o esglésies principals, així com els palaus o ajuntaments (destacant les Piazzas della Signoria de diverses ciutats italianes, presidides per grans torres). Les dimensions d'aquestes places no tenen per què ser petites: la major d'Europa, la plaça del mercat de Cracòvia, té 40.000 metres quadrats.
| « | ...la plaça medieval (és) central, activa i apropiable. Ocupant gairebé sempre un buit irregular del teixit, continguda per l'agrupament estret dels edificis i alimentada per un grup de carrers radials, va albergar una vida intensa i permanent. | » |
| — | |   |

Desenvolupant-se endogenament, les civilitzacions precolombines d'Amèrica també van experimentar conceptes semblants, destacant les esplanades davant els temples mesoamericans, com la de Tenochtitlán que està en l'origen del Zócalo (espai que va ser engrandit per l'enderrocament d'edificis després de la conquesta espanyola).
A Europa, el creixement dels burgs fora de les muralles va suscitar l'aparició de places de mercat. A Castella són denominades plaça de raval o Plaça Major la principal o placetes les menors, i es desenvolupa simultàniament una estructura institucional de control, repesos, establiment regulat de firas periòdiques, o d'agents permanents (obligats del proveïment). El creixement dels edificis que les envolten produeixen el seu tancament amb arcs i porxades (Plaça Major de Valladolid, Plaça Major de Madrid, Plaça Major de Salamanca...). Van conformar el model que va ser exportat a les ciutats colonials com a Plaça d'Armes (les d'aquest nom de Santiago de Xile, de l'Havana... la Plaça de Maig de Buenos Aires, la Plaça de Bolívar de Bogotà, el citat Zócalo de Mèxic...).
| « | La font, esdevinguda en obra d'art, el mercat i els edificis frontistes reconjugaven: La font identificava el lloc i recolzava l'activitat; l'envolupant constituïa el seu marc viu, i el mercat era la vida mateixa, l'activitat i la comunicació humana. Aquesta descripció respon totalment al sentit de la plaça entesa com a àmbit integrador de la comunitat. | » |
| — | |   |

El barroc va plantejar l'obertura de perspective grandioses, integrant arquitectura, escultura, jardins i fonts, que tenen a Roma (Sant Pere), Viena (Graben) o Madrid (Passeig del Prado) exemples notables.

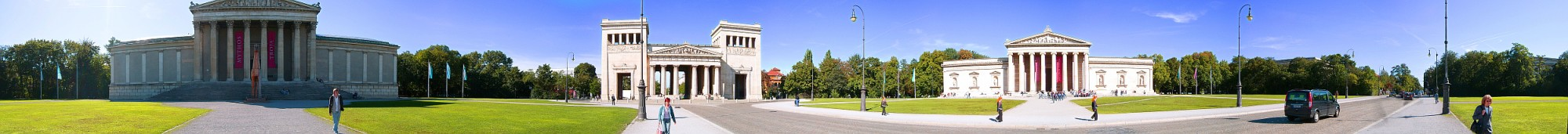
Panoràmica de 360° de la Königsplatz (Múnic). És un ampli espai envoltat per edificis d'arquitectura neoclàssica (entre els quals està el de la Gliptoteca, primer per la dreta). El seu impressionant entorn va ser utilitzat com a escenari d'esdeveniments polítics pels reis de Baviera i posteriorment pel nazisme. Les desfilades travessaven l'eix longitudinal passant per sota dels propileus (edifici del centre).

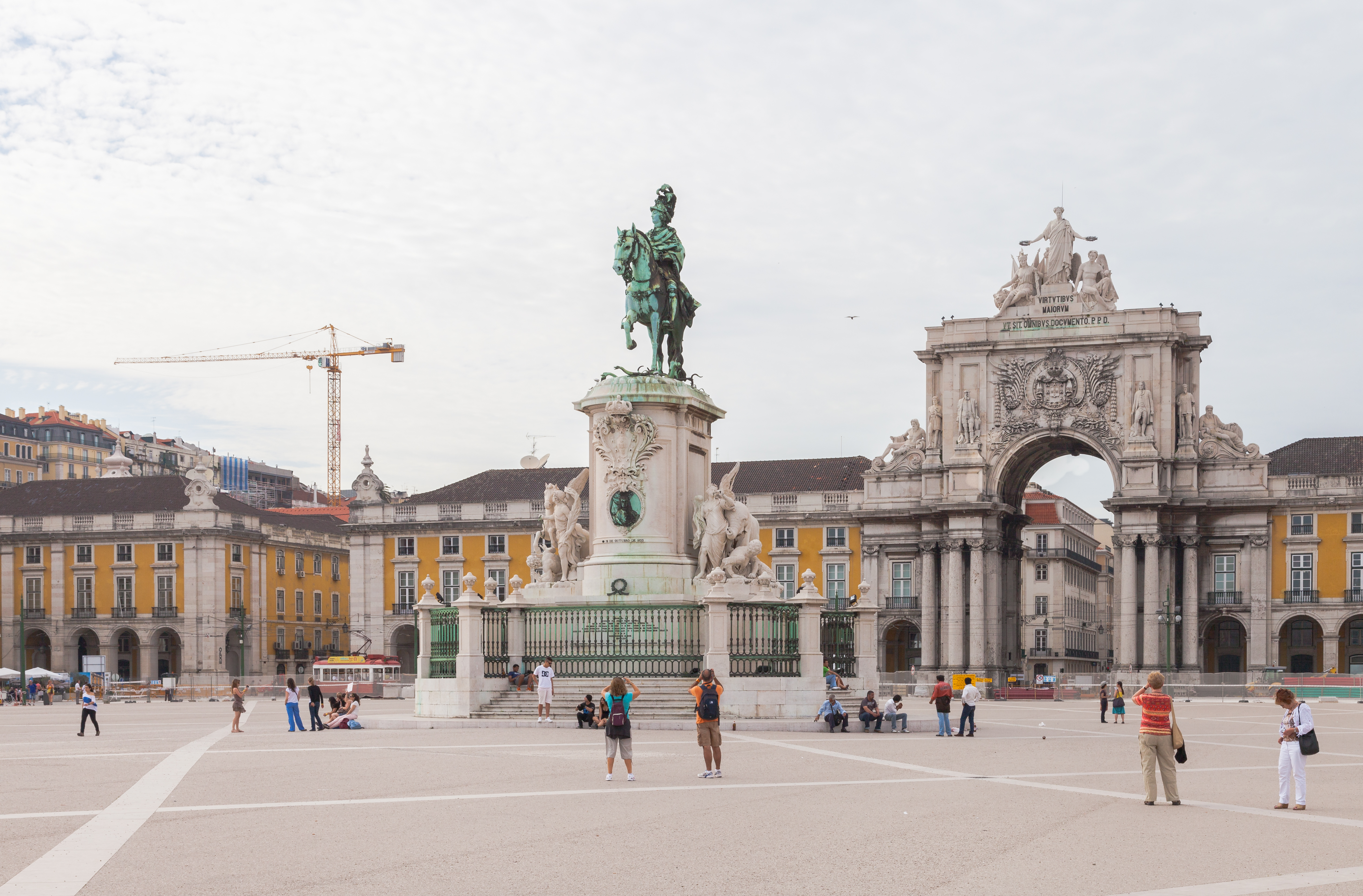
La Praça do Comércio de Lisboa és un cas singular de plaça quadrangular oberta per un dels seus costats a l'estuari del Tajo, punt neuràlgic de l'imperi marítim portuguès. La seva amplitud i unitat de disseny es deu a la reconstrucció després del terratrèmol de Lisboa de 1755.

L'Arc de triomf, a París, al centre d'una àmplia plaça dins de la xarxa d'avingudes planificades pel Baró Haussmann (foto acolorida de 1921).

Els eixamples urbans del segle XIX (com els de Ildefons Cerdà a Barcelona i Carlos María de Castro a Madrid) i l'expansió en superfície de la ciutat van permetre el desenvolupament de trames obertes amb la presència de places de molt diferent tipus. El disseny específic de places passa a constituir matèria pròpia, en paral·lel a la constitució formal de la professió d'arquitecte paisatgista (Law Olmsted als espais lliures de Boston i Nova York). La funció de mercat, en canvi, es va veure reglamentada pel nou ideal higienista cap al mercat tancat. Simultàniament, apareix la necessitat d'aïllar espais verds d'ús públic, bé en grans superfícies, com a boscos urbans, ben acomodats a les dimensions habituals de les places, que es converteixen en espais enjardinats.
| « | ...des de la cultura liberal, les places urbanes s'aclareixen com a espais verds... predomina el pis vegetal, amb tractaments de jardineria. Són places per al passeig i el repòs, excepte un sector equipat per a la recreació infantil. | » |
| — | |   |

El segle xx, amb la revolució del transport urbà que porta l'ús de l'automòbil va fer de la funció viària una de les essencials d'aquests espais, mentre que, d'altra banda, la saturació del tràfic i l'estacionament va portar com una de les solucions la conversió en zona per a vianants de molts d'elles des de finals d'aquest segle. Una altra qüestió que de vegades ha deslligat la polèmica és la revaloració del paviment clàssic (llamborda) davant del sòl vegetal dels espais enjardinats o l'asfalt dels vials, en un concepte que ha rebut el nom de plaça dura (Plaça de Dalí, a Madrid, Plaça de les Arenes i parc de Joan Miró, a Barcelona).
Per a algun autor, les reflexions de l'urbanisme més recent (la postmodernitat, el deconstructivisme), parteixen del desdibuixament de la diferència entre plaça i carrer conseqüència de l'arquitectura de bloc obert propugnada pel Moviment Modern i el funcionalisme.
| « | La contemplació des de la distància de les conegudes proposades de Moore, Roca o Portoghesi, amb la seva tendència a la sobrecàrrega figurativa i simbòlica, així com la seva comparació amb exemples anteriors i posteriors, des dels "centres cívics" de Alvar Aalto fins a les "places dures" i minimalistes de la Barcelona olímpica, passant per les propostes ambientalistes nord-americanes de Lawrence Halprin o Paul Friedberg, posa de manifest els límits del disseny com a eina generadora d'identitat cívica i permet constatar que l'espai públic queda una assignatura pendent i un repte per a l'arquitectura i l'urbanisme contemporanis. | » |
| — | |   |

## Tipus de places

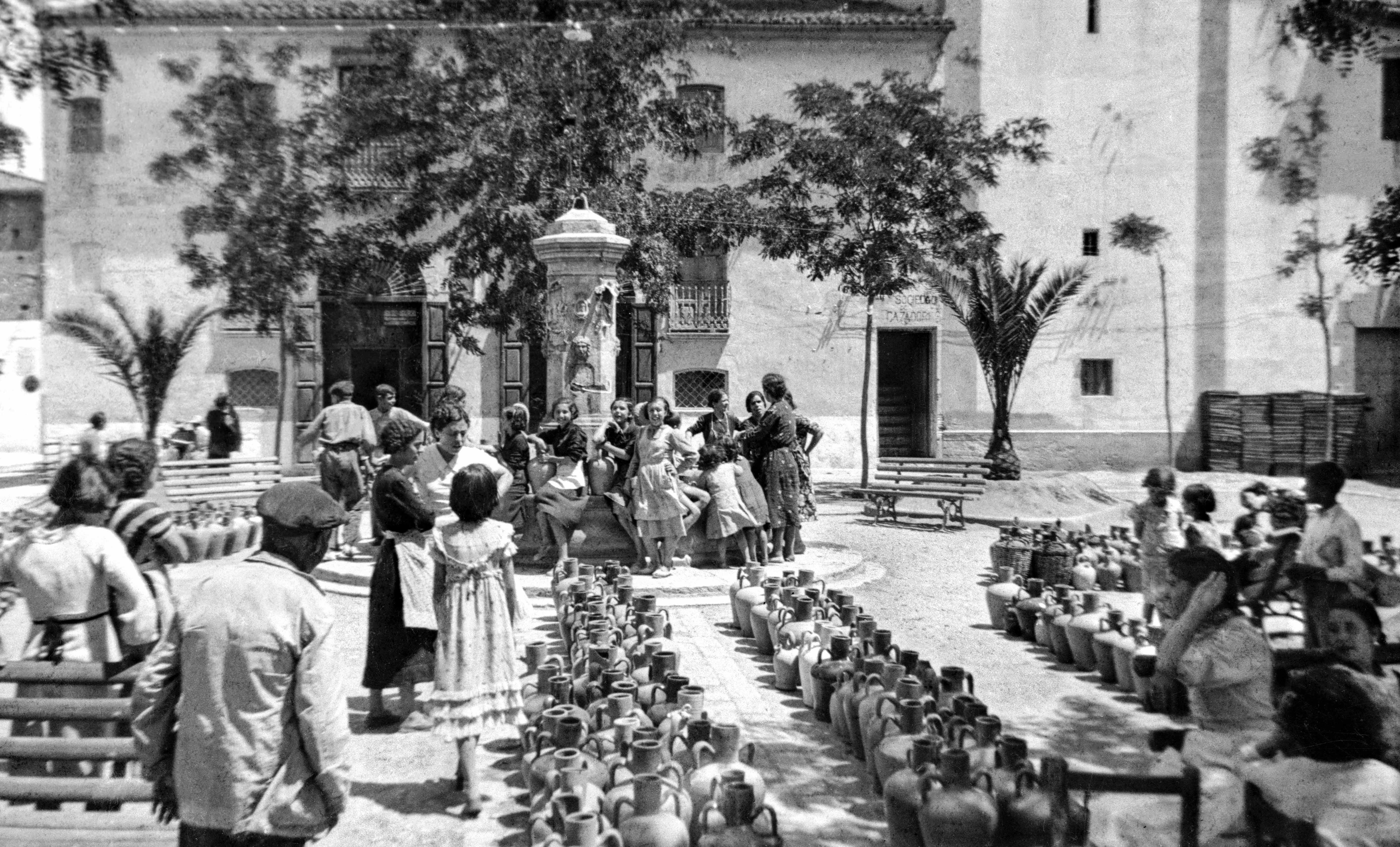
Plaça de la font d'Alginet, 1937. Actualment Plaça de la Constitució

Segons la forma, la plaça pot ser quadrangular, com la Plaça Roja de Moscou; irregular, com les places medievals; el·líptica, pròpia del barroc italià, com la de Sant Pere del Vaticà; circular, com Picadilly Circus, i semicircular o allargada. El més habitual és que tinguin un únic nivell, però també poden ser esgraonades, com la de la Mare de Déu a València.
Segons si estan envoltades d'edificis per totes bandes o hi predomina l'espai buit, les places són tancades o obertes. Es denominen places de cementiri les que van sorgir a partir dels antics fossars (cementeris o cementiris) que sempre hi havia al costat de les esglésies (i que encara es conserva en pobles molt petits).
Pel que fa a les tipologies es diferencien la plaça major, la plaça del mercat, l'atri i les placetes, l'albereda i el parc urbà.

## Places famoses
- Plaça de Catalunya (Barcelona)
- Plaça Reial (Barcelona)
- Plaça de Sant Jaume (Barcelona)
- Plaça d'Espanya (Barcelona)
- Plaça de l'Ajuntament (València)
- Plaça de la Mare de Déu (València)
- Plaça del Mercat (València)
- Plaça Major Palma
- Plaça Major Vic
- Trafalgar Square (Londres)
- Plaça de Sant Pere (Ciutat del Vaticà)
- Piazza San Marco (Venècia)
- Piazza di Spagna (Roma)
- Plaça Roja (Moscou)
- Place de la Concorde (París)
- Plaza Mayor (Madrid)
- Plaza de Oriente (Madrid)
- La Cibeles (Madrid)
- Times Square (Nova York)
- Plaça Tian'anmen, (Pequín)